# 이택당 문집 목판
이택당 문집 목판(麗澤堂 文集 木板)은 대한민국 경상남도 진주시 여택당에 있는, 조선 고종 때의 문신이자 대학자인 성재 허전(1797∼1886) 선생의 문집을 간행하기 위해 만든 책판이다.
1979년 12월 29일 경상남도의 유형문화재 제165호 이택당소장문집책판으로 지정되었다가, 2018년 12월 20일 현재의 명칭으로 변경되었다.

## 개요
조선 고종 때의 문신이자 대학자인 성재 허전(1797∼1886) 선생의 문집을 간행하기 위해 만든 책판이다.
허전은 헌종 즉위년(1835) 별시문과에 급제하여 병조, 형조를 거쳐 이조판서를 지냈다. 실학의 남인 계통으로 고종 원년(1864)에 김해도호부사로 재직시 향음주례를 실시하고, 향약을 강론하여 당시 많은 영남 선비들에게 큰 영향을 끼쳤다.
고종 27년(1890) 경남 산청군 단성면의 김씨 재사에서 새기기 시작하여 고종 28년(1891)에 총 33권 17책으로 간행하였다. 이 문집은 원집과 속집이 있는데 원집은 33권, 속집은 12권으로 되어 있다. 현재 이 문집의 목판 744매가 허전을 추모하기 위해 그의 문인과 유생들이 고종 28년(1891)에 세운 재실(齋室)인 경남 산청의 여택당 장판각에 보존되어 있다.

## 참고 문헌
- 이택당 문집 목판 - 국가유산청 국가유산포털